# Raúl Marcelo Pacífico Scozzina
Raúl Marcelo Pacífico Scozzina OFM (* 14. August 1921 in San Martín Norte, Argentinien; † 11. Juni 2011) war ein argentinischer Geistlicher und römisch-katholischer Bischof von Formosa.

## Leben
Raúl Marcelo Pacífico Scozzina trat der Ordensgemeinschaft der Franziskaner bei und empfing am 24. Februar 1945 die Priesterweihe. 
Papst Pius XII. ernannte ihn am 7. Mai 1957 zum ersten Bischof des neuerrichteten Bistums Formosa. Der Erzbischof von Santa Fe, Nicolás Fasolino, spendete ihm am 21. Juli desselben Jahres die Bischofsweihe; Mitkonsekratoren waren die Weihbischöfe in Rosario, Francisco Juan Vénnera und Carlos María Cafferata. Am 28. September desselben Jahres wurde er in das Amt eingeführt. 
Raúl Marcelo Pacífico Scozzina nahm an allen Sitzungsperioden des Zweiten Vatikanischen Konzils teil.
Er trat am 31. März 1978 als Bischof zurück.